# Megafaună

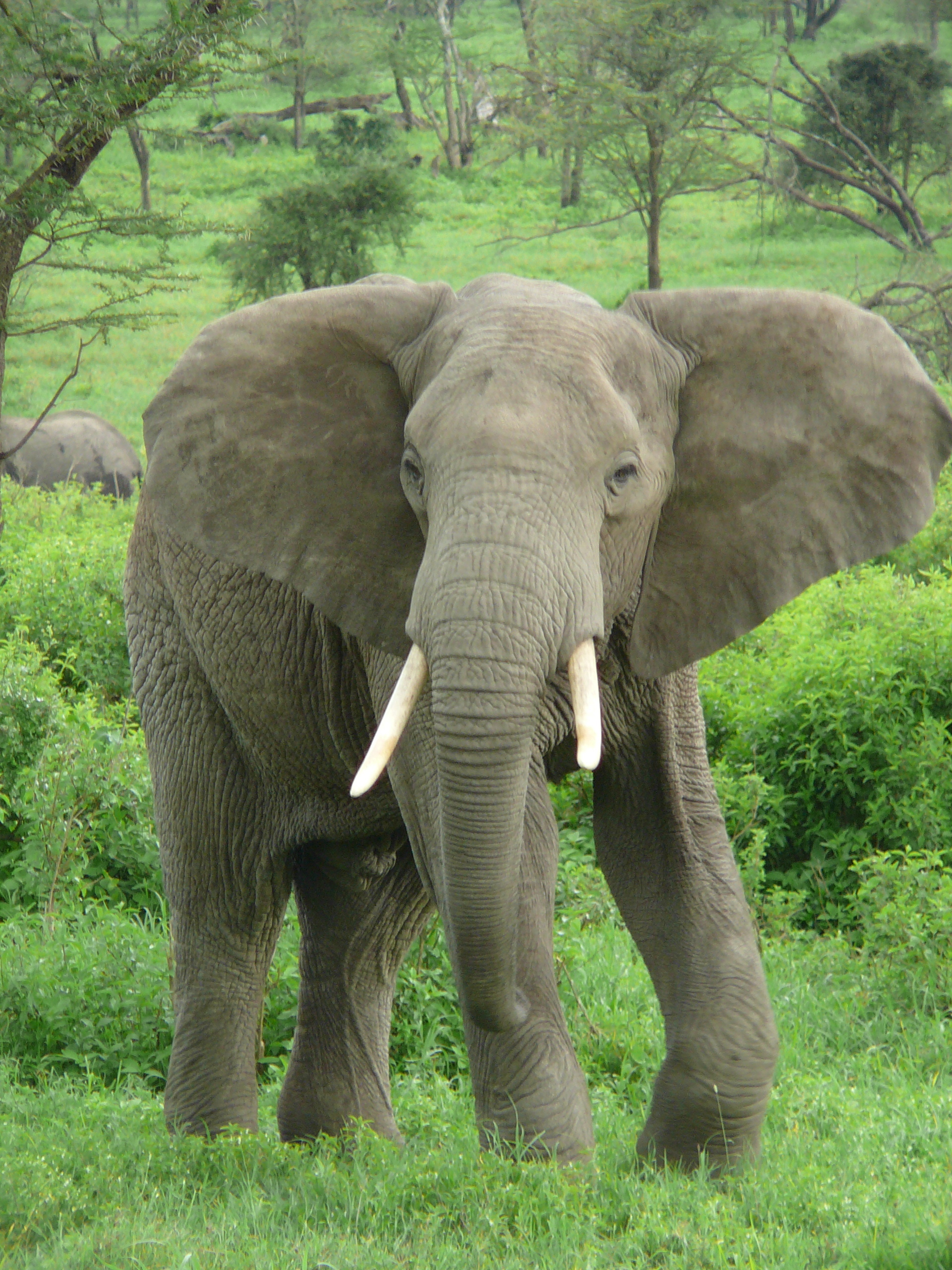
Elefantul african, cel mai mare mamifer existent pe pământ

În zoologia terestră, megafauna (din greacă μέγας megas "mare" și noua latină faună "viața animală") este compusă din animale mari sau gigantice. Cel mai frecvent prag folosit este greutatea, peste 40 kg sau 44 kg (adică comparabile sau mai mari în masă decât omul) sau peste o tonă, 1.000 kg (adică comparabile sau mai mari în masă decât boul). Printre acestea se numără multe specii care nu sunt considerate ca fiind prea mari, cum ar fi cerbul cu coada albă și cangurul roșu.
În practică, cea mai obișnuită utilizare întâlnită în scrierea academică și populară o descrie prin mamiferele terestre mai mari decât un om care nu sunt (exclusiv) domesticizate. Termenul este asociat în special cu megafauna pleistocenă - animalele terestre, adesea mai mari decât speciile similare din perioada moderna, considerați arhetipali ai ultimei ere glaciare, cum ar fi mamuții, majoritatea din nordul Eurasiei, din America și din Australia, au dispărut în ultimii patruzeci de mii de ani.